# Universidad Estatal de Uliánovsk
La Universidad Estatal de Uliánovsk (en ruso: Ульяновский государственный университет, conocida por sus siglas USU) es una institución de educación superior de Uliánovsk, Rusia. La universidad fue fundada el 11 de febrero de 1988 con la adopción del Consejo de Ministros de la Unión Soviética sobre la apertura en Uliánovsk de una rama de la Universidad Estatal de Moscú (MSU).

## Historia
La historia de la educación universitaria en Simbirsk —nombre durante la etapa soviética de la actual Uliánovsk— comenzó en 1919, cuando se organizó la Universidad Proletaria de Simbirsk. El rector de la nueva universidad fue el profesor emérito de la Universidad de Kazán Alexander S. Arcángel. Los primeros maestros fueron científicos universitarios de las principales universidades rusas y extranjeras procedentes de Moscú, Kazán, Petrogrado o Ginebra. El 22 de febrero de 1920 la Universidad Proletaria se transformó en la Universidad Estatal de Simbirsk en honor de Lenin.
El 11 de febrero de 1988 se firmó un decreto del Consejo de Ministros sobre la organización en Uliánovsk de una rama de la Universidad Estatal de Moscú Lomonosov. Esta fecha es considerada como la fundación de la nueva universidad rusa.

## Facultades
- Instituto de Economía y Administración de Empresas
- Facultad Ruso Americana
- Facultad Ruso Germana
- Facultad de Física e Ingeniería
- Facultad de Matemáticas y Tecnologías de la Información
- Instituto de Derecho y Administración Pública
- Instituto de Medicina y Ecología
- Facultad de Humanidades
- Facultad de Cultura y Artes